# Iuri Ussatxov
Iuri Ussatxov   (Donetsk, 9 d'octubre de 1957), nom complet amb patronímic Iuri Vladímirovitx Ussatxov, rus: Ю́рий Влади́мирович Усачёв, és un antic cosmonauta que resideix a la Ciutat de les Estrelles, Moscou. Ussatxov va realitzar quatre vols espacials, incloent dues missions de llarga duració a bord de la Mir i una altra a bord de l'Estació Espacial Internacional. Durant la seva carrera, també va realitzar set passeigs espacials abans de la seva jubilació el 5 d'abril de 2004.